# ロンデル・バーソロミュー
ロンデル・バーソロミュー（Rondell Bartholomew、1990年4月7日 ‐ ）は、グレナダ・セント・パトリック教区出身で短距離走が専門の陸上競技選手。2011年大邱世界選手権男子400mのファイナリスト（6位）である。

## 経歴
陸上競技は高校生になってから始め、ジュニア時代には2008年カリフタゲームズ男子400mで金メダル獲得、2008年世界ジュニア選手権男子400mで準決勝進出、2009年パンアメリカンジュニア選手権男子400mで銅メダル獲得など活躍。弱冠19歳で2009年ベルリン世界選手権男子400mにも出場を果たしたが予選で敗退した。
サウス・プレインズ大学時代には2010年全米短期大学選手権（NJCAA）で2冠（男子400mと4×400mリレー）、2011年全米短期大学室内選手権で2冠（男子800mと4×400mリレー）、2011年全米短期大学選手権（NJCAA）で3冠（男子400mと4×100mリレーと4×400mリレー）を達成するなど活躍。2011年4月2日には400mで自身初の44秒台となる44秒65をマーク。
2011年6月11日のダイヤモンドリーグ・アディダスグランプリ男子400mでプロデビューを果たした。
同年8月の大邱世界選手権男子400mに出場すると、予選を44秒82の組1着（全体3位）、準決勝を45秒17の組3着（全体5位）でそれぞれ突破。同胞のキラニ・ジェームスと共に決勝に進出し、グレナダ勢としては2003年パリ大会のアレイン・フランシク以来、この種目で7年ぶりのファイナリストとなった（決勝はバーソロミューが45秒45で6位入賞、ジェームスは44秒60で優勝）。
2012年にハムストリングスを負傷し、以降は怪我に苦しめられている。

## 自己ベスト
記録欄の（　）内の数字は風速（m/s）で、+は追い風--、-は向かい風を意味する。
| 種目 | 記録           | 年月日        | 場所             | 備考           |      |
| 屋外 | 屋外           | 屋外          | 屋外             | 屋外           | 屋外 |
| ---- | -------------- | ------------- | ---------------- | -------------- | ---- |
| 100m | 10秒42 (+1.6)  | 2011年3月26日 | エルパソ         |                |      |
| 200m | 20秒95 (-0.5)  | 2010年4月10日 | ラボック         |                |      |
| 200m | 20秒48w (+2.7) | 2011年5月21日 | ハッチソン       | 追い風参考記録 |      |
| 400m | 44秒65         | 2011年4月2日  | ラボック         |                |      |
| 800m | 1分51秒25      | 2011年5月7日  | レベルランド     |                |      |
| 室内 |                |               |                  |                |      |
| 400m | 45秒84         | 2011年2月11日 | フェイエットビル |                |      |

## 主要大会成績
| 年   | 大会                               | 場所               | 種目    | 結果   | 記録            | 備考 |
| ---- | ---------------------------------- | ------------------ | ------- | ------ | --------------- | ---- |
| 2008 | カリフタゲームズ (U20) (en)        | バセテール         | 200m    | 準決勝 | 21秒61 (-1.1)   |      |
| 2008 | カリフタゲームズ (U20) (en)        | バセテール         | 400m    | 優勝   | 46秒86          |      |
| 2008 | カリフタゲームズ (U20) (en)        | バセテール         | 4x100mR | 5位    | 41秒75 (2走)    |      |
| 2008 | カリフタゲームズ (U20) (en)        | バセテール         | 4x400mR | 5位    | 3分18秒92 (1走) |      |
| 2008 | 世界ジュニア選手権                 | ブィドゴシュチュ   | 400m    | 準決勝 | 47秒60          |      |
| 2008 | 英連邦ユース競技大会 (U19) (en)    | プネー             | 200m    | 予選   | 22秒73 (+0.2)   |      |
| 2008 | 英連邦ユース競技大会 (U19) (en)    | プネー             | 400m    | 6位    | 48秒21          |      |
| 2009 | カリフタゲームズ (U20) (en)        | ビュー・フォール   | 400m    | 2位    | 45秒58          |      |
| 2009 | カリフタゲームズ (U20) (en)        | ビュー・フォール   | 4x400mR | 3位    | 3分11秒93 (2走) |      |
| 2009 | パンアメリカン ジュニア選手権 (en) | ポートオブスペイン | 400m    | 3位    | 46秒61          |      |
| 2009 | パンアメリカン ジュニア選手権 (en) | ポートオブスペイン | 4x400mR | 5位    | 3分11秒91 (2走) |      |
| 2009 | 世界選手権                         | ベルリン           | 400m    | 予選   | 46秒85          |      |
| 2011 | 中央アメリカ・カリブ選手権 (en)    | マヤグエス         | 4x400mR | 5位    | 3分04秒27 (4走) |      |
| 2011 | 世界選手権                         | 大邱               | 400m    | 6位    | 45秒45          |      |